# Antón Denikin
Antón Ivánovich Denikin (en ruso: Антон Иванович Деникин; Włocławek, Zarato de Polonia, Imperio ruso, 4 de diciembrejul./ 16 de diciembre de 1872greg.-Ann Arbor, Estados Unidos, 8 de agosto de 1947) fue un general  ruso, que dirigió las fuerzas antibolcheviques y uno de los principales líderes del contrarrevolucionario Movimiento Blanco durante la guerra civil rusa (1918-20).

## Comienzos y formación

### Situación familiar
Nacido en Włocławek, en la provincia de Varsovia, cerca de la frontera ruso-germana, el 4 de diciembrejul./ 16 de diciembre de 1872greg., fue el segundo hijo de un militar ruso de bajo rango. Su padre, Iván Efímovich Denikin, había nacido siervo y a los 27 años había sido enviado al Ejército por su señor, carrera que ejerció hasta su muerte. Hombre de carácter y voluntad, aprendió a leer y a escribir y aprobó los exámenes de oficial, llegando al rango de mayor, hecho poco usual en la época. Jubilado y con 65 años en 1869 cuando nació Denikin, la familia, de cinco miembros, vivía de su escasa pensión de oficial. Su padre había servido durante toda su carrera en Polonia, donde decidió permanecer tras su retiro. Su padre, a pesar de no hablar polaco, se casó, tras la muerte de su primera esposa cuando contaba con dos años, en segundas nupcias con una mujer polaca católica, que apenas hablaba el ruso.
A pesar de trasladarse pronto a un pueblo donde la vida era más barata, el padre de Denikin, los recursos no alcanzaban y a menudo tenía que pedir dinero prestado a sus amigos para llegar a fin de mes. Tras la muerte de su padre, la situación económica de la familia empeoró drásticamente, pasando a la pobreza, teniendo que vivir con la reducida pensión de viudedad de la madre, que trabajaba como modista. Denikin, el último defensor del zarismo en Rusia, pasó la mayor parte de su vida en la pobreza. Su origen pobre influyó en su posterior resentimiento hacia los oficiales de origen noble, y especialmente en sus malas relaciones con el orgulloso barón Piotr Wrangel.

### Desarrollo del nacionalismo ruso
Denikin, criado en la Polonia donde la subordinación de las minorías era palpable, aprendió polaco y asistió ocasionalmente a la misa católica con su madre. Dividido entre la ortodoxia y nacionalismo ruso de su padre y el catolicismo y nacionalismo polaco de su madre, Denikin, no obstante, abrazó con pasión la postura de su padre, rechazando siempre la independencia de Polonia y sintiéndose durante su juventud apartado por ser ruso entre polacos. Su rechazo a los nacionalismos periféricos del Imperio, compartido con gran parte de los dirigentes del movimiento blanco durante la guerra civil rusa, tuvo notable importancia al perder este el respaldo de aquellos. Denikin se destacó entre todos por su firme oposición a los separatismos, manteniendo el lema de una «Rusia Grande, Unida e Indivisible». Denikin mantuvo durante su vida un rechazo permanente por los polacos, aceptando sólo a regañadientes la independencia polaca en 1918, negándose a conceder a la nueva Segunda República Polaca los territorios bielorrusos y ucranianos que él consideraba rusos y conservando un odio feroz a Józef Piłsudski, primer presidente de la misma, al que acusaba de la derrota del movimiento por su tardío enfrentamiento con los soviéticos.

### Formación
Cuando Denikin alcanzó la edad escolar la familia se trasladó nuevamente a Włocławek, donde asistió a las clases de una escuela donde la instrucción era en ruso pero se enseñaba también el alemán, que Denikin no aprendió por su falta de aptitud para los idiomas. Estudiante bueno pero no sobresaliente, tuvo que comenzar a dar clases particulares a niños de familias acomodadas para poder seguir asistiendo a la escuela tras la muerte de su padre. Durante su segunda estancia en Włocławek vivía en una casa de dos habitaciones.
Dada la tradición imperante de que los hijos siguiesen la carrera de sus padres, que en el ejército se reflejaba en el origen de cerca de la mitad de los oficiales, de que las fuerzas armadas eran el único modo de lograr una formación gratuita, y de la idolatría de Denikin por su padre, siempre orgulloso de pertenecer al Ejército, Denikin ingresó en este, con 17 años. Al no pertenecer a la aristocracia, Denikin no pudo ingresar en la Escuela de Pajes de la capital, donde eran enviados los hijos de las familias más acomodadas del Imperio, o en las de cadetes, reservadas a la nobleza, teniendo que acudir a una «Escuela de Junkers», el equivalente para la mayoría de los aspirantes a oficial. Escogió la de Kiev, una de las mejores del país que acababa de adoptar el programa de las escuelas de cadetes.
A pesar de su calidad, el Gobierno apenas financiaba la escuela y los alumnos eran en general muy pobres. En 1892, recién graduado, Denikin se unió a una unidad de artillería, donde sirvió los tres años siguientes. Buen oficial y dotado para las matemáticas, en 1895 se le permitió presentarse a los exámenes de ingreso a la Academia del Estado Mayor, que formaba a la crema del Ejército y le podía permitir ascender más allá de los rangos bajos de la oficialidad. Los exámenes eran muy selectivos, aprobándolos apenas un 10% de los que se presentaban y acabando en el Estado Mayor apenas uno de cada treinta. Tras un primer suspenso, un segundo intento acabó con su aprobado como número catorce de su examen. Empero, habiendo cambiado los baremos de entrada en el Estado Mayor, Denikin no fue admitido en este. Denikin se negó a aceptar su ingreso como favor personal y regresó a su brigada, ingresando en el Estado Mayor únicamente tres años más tarde. El incidente con la Academia mostró rasgos característicos de la personalidad de Denikin: su honestidad, su convencimiento sobre lo correcto, pero también su orgullo y su falta de capacidad y visión para alcanzar acuerdos; estos lo convirtieron en un gran militar, pero en un mal político.
Más tarde Denikin criticó duramente la formación militar recibida en la Academia, tachándola de rígida e incapaz de aceptar las novedades. En 1904, ascendió a capitán.

## Primeros puestos
Durante la guerra ruso-japonesa (1904-05), Denikin participó como jefe del Estado Mayor de una brigada, que apenas tomó parte en los combates. Durante la contienda alcanzó el grado de coronel. Tras la guerra fue ascendido a teniente coronel, pudiendo por primera vez sostener económicamente a su madre y vivir sin ahogos financieros. Pocas semanas antes del estallido de la Primera Guerra Mundial, en junio de 1914, ascendió a general.
Profesional del ejército imperial ruso, Denikin sirvió en la guerra ruso-japonesa (1904-05) y en la Primera Guerra Mundial (1914-16). Tras la Revolución de Febrero de 1917, que derrocó a la dinastía Romanov, se convirtió en jefe de Estado mayor del comandante en jefe del gobierno provisional, Mijaíl V. Alekseyev, pero pronto se desilusionó por la incapacidad de ese gobierno para mantener la disciplina en el ejército. En julio fue destituido de su cargo por razones políticas.

## La Primera Guerra Mundial y el periodo revolucionario

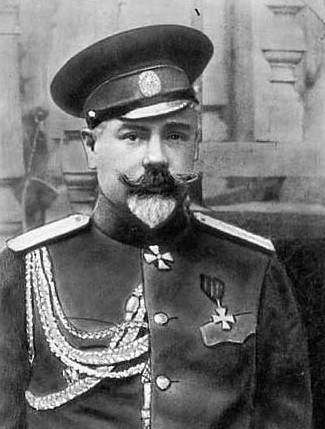
Antón Denikin.

En agosto de 1914, Denikin fue nombrado comandante y general de la división del distrito militar de Kiev. Se unió al 8.º Ejército del general Alekséi Brusílov al mando de una brigada, que más tarde se convirtió en división. Su brigada recibió el sobrenombre de «brigada de hierro» y se la consideraba una de las mejores unidades del Ejército. Gran oficial, competente, prudente, humano y respetado por sus subordinados, este periodo fue el de mayor felicidad y éxito para Denikin. En 1914 y 1915, combatió en el frente suroeste, contra los austrohúngaros. Este último año ascendió a teniente general. Tras la Revolución de Febrero de 1917, que derrocó a la dinastía Romanov, se convirtió en jefe de Estado mayor del comandante en jefe del gobierno provisional, Mijaíl V. Alekseyev, pero pronto se desilusionó por la incapacidad de ese gobierno para mantener la disciplina en el ejército. En julio fue destituido de su cargo por razones meramente políticas. Germanófobo, Denikin estaba convencido de la culpabilidad de Alemania en la guerra y de la justicia de la contienda, sosteniendo que para Rusia era puramente defensiva ante la agresión alemana.
En 1917, consideraba a los bolcheviques como meros agentes alemanes. Denikin mantuvo su antipatía por Alemania durante toda su vida, rechazando durante la guerra civil la ayuda germana y en 1940 prefiriendo el internamiento en Francia a trasladarse a Alemania.
Consciente de las deficiencias del Ejército, de la incompetencia del alto mando, la imprevisión del ministerio de Defensa y el creciente alejamiento entre tropa y oficiales, Denikin no consideró, sin embargo, que ello debía conllevar la abolición del zarismo o a la destrucción del Ejército. Partidario de reformas, no propuso, no obstante, ninguna.
En 1916, pasó a mandar el octavo Cuerpo y a dirigir las operaciones militares en Rumania durante la Ofensiva Brusílov. Se lo condecoró por su actuación en esta.
Aceptó con resignación pero sin alegría la Revolución de Febrero, como muchos otros oficiales. A pesar de su inexperiencia en el mando de unidades mayores que un cuerpo de ejército, el nuevo Gobierno provisional ruso lo nombró jefe del Estado Mayor bajo Mijaíl Alekséyev. Incómodo por el nombramiento, Denikin sólo duró dos meses en el cargo, antes de ser transferido al mando del frente occidental ruso, donde el Gobierno esperaba que enmendase la situación.

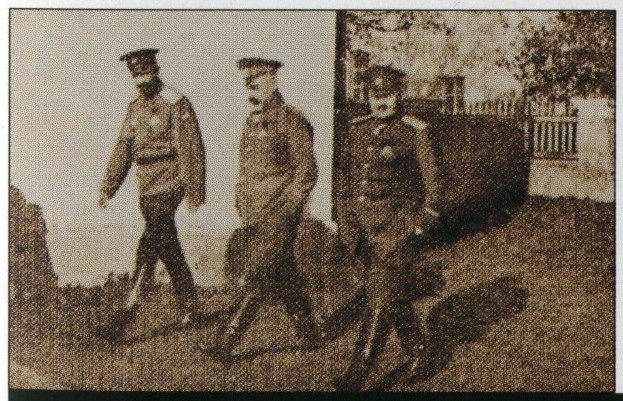
Los generales Serguéi Márkov, Antón Denikin e Iván Romanovski de paseo en la prisión de Býjov (de izda. a dcha), 1917

Poco destacado en el mando en 1917, Denikin destacó en realidad por sus duras críticas hacia el Gobierno y sus reformas en el Ejército, a las que culpaba de su crisis interna, injustificadamente. Defendió la restauración de la pena de muerte, la primacía de los oficiales y el fin de los comités de soldados y de los comisarios.
Tras el nombramiento de Lavr Kornílov como comandante en jefe del Ejército en el verano, pasó a dirigir las operaciones del frente suroccidental, donde había combatido al comienzo de la guerra.
A pesar de no haber participado en la conspiración que llevó al fallido golpe de Kornílov, respaldó por telegrama al general rebelde frente al Gobierno, a pesar de estar convencido de la inutilidad de la acción de Kornílov, y fue arrestado por ello. Se lo encerró, junto con Kornílov y otros generales, en el abandonado monasterio católico de Býjov, en el que compartió celda con el general Iván Romanovski, y donde eran tratados con gran deferencia por sus guardianes.

## El Movimiento Blanco

### Subordinado a Kornílov

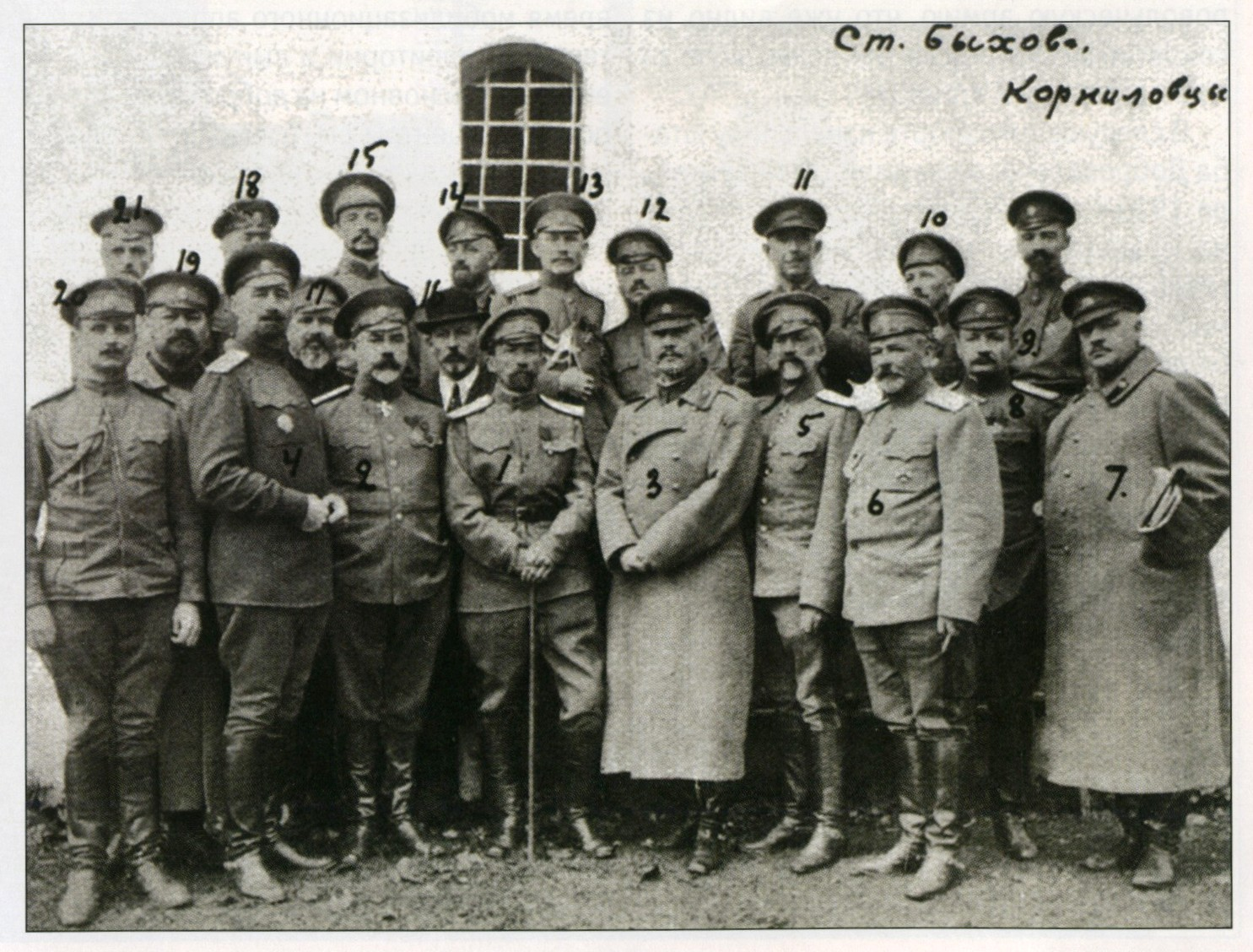
Los militares presos en el monasterio de Býjov tras el fracasado golpe de Kornílov. En el centro, con bastón, Lavr Kornílov, futuro dirigente del Ejército de Voluntarios. A su derecha, Denikin, su sucesor al frente del aquel, 1917.

Inmediatamente después de la Revolución de Octubre, Denikin y Kornílov escaparon a Novocherkask, al sur de Rusia, y junto a otros oficiales formaron el Ejército Voluntario (del ruso: Добровольческая армия), inicialmente comandado por Alekséyev, que les había precedido. Denikin había viajado disfrazado de ayudante del comandante de una unidad de primeros auxilios polaco en un vagón de tercera, pasando por Járkov y Rostov. Kornílov aportó su prestigio contrarrevolucionario para atraer oficiales, mientras que Alexéyev contribuyó con sus contactos políticos y habilidad organizativa.
En un segundo plano los primeros meses, cuando Kornílov murió el 13 de abril de 1918 de un impacto de la artillería del Ejército Rojo cerca de Krasnodar, el Ejército Voluntario quedó bajo el mando de Denikin, que se había librado por momentos de seguir su suerte. Alexéyev estaba ya enfermo y no resultaba aceptable a muchos oficiales por su falta de respaldo al golpe de Kornílov. Desde entonces hasta su exilio definitivo en abril de 1920 su vida se funde con la historia del movimiento contrarrevolucionario. En el otoño, tras la muerte de Alexéyev en octubre y con el beneplácito aliado, se convirtió en comandante de todas las fuerzas antisoviéticas rusas del Sur y principal autoridad civil de los territorios bajo su control. La nueva constitución, redactada por políticos kadetes tras la captura de Ekaterinodar el 18 de agosto de 1918, le confirió poderes dictatoriales.

### Postura de Denikin

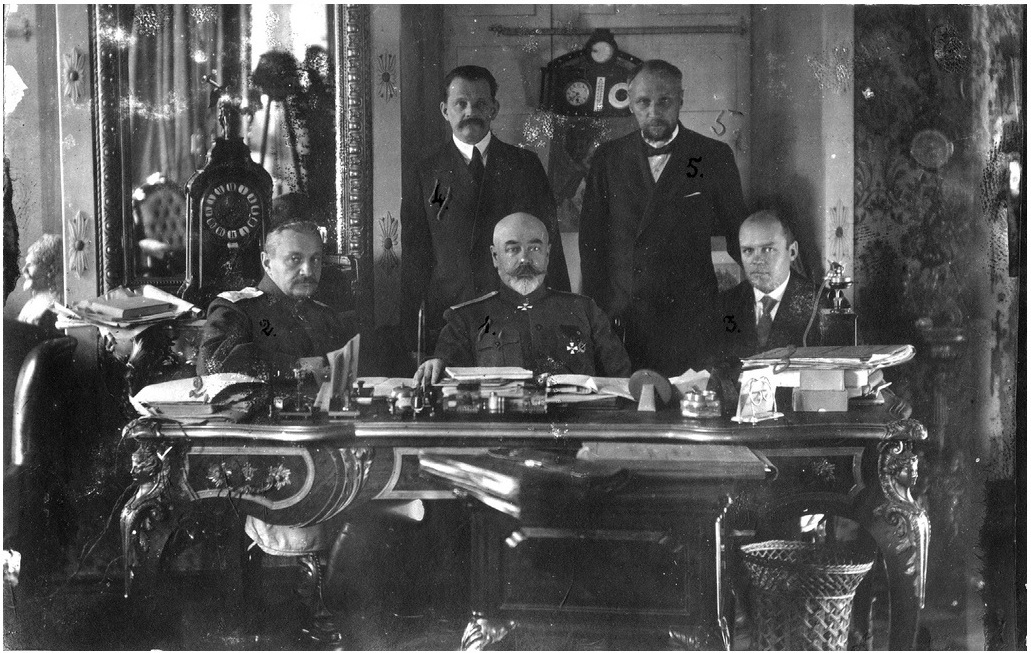
Denikin, rodeado de políticos rusos en Taganrog en el verano de 1919.

Denikin, producto de la sociedad prerrevolucionaria, tenía una actitud política muy conservadora. Hostil a la actividad política, era capaz de ver las deficiencias del antiguo régimen pero incapaz de tratar de ponerles remedio. Partidario de la monarquía constitucional y de las reformas moderadas, era rotundamente contrario a la revolución. Su ideología, aunque no muy depurada, se acercaba a la de los kadetes. De estos provenían sus principales asesores, que en algunos casos habían perdido todo rastro de liberalismo para tornarse abiertamente en conservadores.
Inexperto en cuestiones políticas en las que su pasada actividad militar no le había dado experiencia alguna pero forzado como cabeza del movimiento antisoviético a definir un programa y a escoger colaboradores políticos, Denikin no eligió a los mejores ni fue capaz de exponer un programa político claro y atractivo, limitándose al nacionalismo. El nacionalismo, además de poco atrayente para la población tras la guerra mundial, imposibilitaba el entendimiento con los movimientos nacionalistas no rusos pero antisoviéticos. Los generales rusos del Movimiento Blanco eran centralistas. A pesar de su oposición a los bolcheviques, Denikin y sus seguidores no supieron ofrecer un programa político alternativo atrayente. Este se considera un error crucial del movimiento, que trajo su derrota final junto a los reveses militares.
En otras cuestiones Denikin simplemente optó por la vaguedad para evitar divisiones y enfrentamientos: monárquico, se opuso, sin embargo, a la restauración de los Románov a pesar de la gran propaganda monárquica entre los oficiales, y optó por proclamar que únicamente la Asamblea Constituyente Rusa podía decidir la forma del Estado; partidario cada vez más convencido de la necesidad de una reforma agraria que entregase la tierra a los campesinos, su movimiento nunca aplicó ninguna. Denikin no apreció suficientemente la necesidad de aceptar la revolución en el campo para lograr el respaldo del campesinado. La propaganda de Denikin, tardía por su falta de comprensión de la importancia del respaldo de las masas en la nueva situación nacional tras las revoluciones, fue siempre inferior a la de los soviéticos.
Su Gobierno, la «Junta Especial», no tenía poder alguno ya que un reducido círculo de militares en torno a Denikin decidían las cuestiones de importancia, centrándose los miembros de la Junta en asuntos secundarios.
Denikin se concentró en las cuestiones militares del movimiento. Hábil táctico, llevó a cabo notables operaciones militares y, cuando se halló presente en el frente, logró mejoras en el mando. Su habilidad estratégica, sin embargo, ha sido a menudo muy criticada. No fue capaz tampoco de acabar con el saqueo realizado por sus tropas, ni de hacerlo con la corrupción de sus oficiales. Dado a aprobar gran cantidad de directivas draconianas, impuso pocas, a diferencia de su sucesor. A diferencia de Wrangel, se opuso al alistamiento de los prisioneros soviéticos capturados o al uso de sus oficiales.
Como político se mostró mediocre, aunque honesto en medio de una gran corrupción. Modesto y amable, no se mostró, empero, como gran dirigente del movimiento. Incapaz de lograr acuerdos, demasiado inflexible y falto de capacidad para juzgar la importancia y la viabilidad de los objetivos, tampoco recibía bien las críticas y ni apreciaba los distintos puntos de vista que se le presentaban. Responsable final de muchas atrocidades de sus tropas, Denikin, a diferencia de otros oficiales de su movimiento, no las ordenó. A gusto en el frente, alejado de las cuestiones de Gobierno, Denikin tampoco se impuso a sus subordinados, que criticaron abiertamente sus acciones.
Religioso y fiel de la Iglesia ortodoxa rusa, era antisemita, y no criticó los pogromos contra la población judía hasta finales de 1919. Consideraba que la mayoría de la población tenía razones para su odio a los judíos y deseaba evitar un asunto que dividía a sus oficiales, muchos de ellos intensamente antisemitas. Permitió los pogromos, convertidos en un método de terror contra la población judía y de ganarse el favor de la bastante antisemita población ucraniana, durante gran parte de 1919. Algunos de sus generales, como Vladímir Mai-Mayevski o Konstantín Mámontov, ordenaron abiertamente pogromos contra la población judía, mientras que Abram Dragomírov permitió uno de los mayores, el de Kiev entre el 1 y el 5 de octubre de 1919. Aplicó además medidas que perjudicaban económicamente a la población judía, a pesar de ser un antisemita moderado dentro del Movimiento Blanco.
Con la administración de los territorios fuera de su control directo, hubo de admitir el regreso de numerosos gestores zaristas en las provincias, que dieron a su movimiento un aspecto reaccionario compartido percibido por el campesinado, que no apreciaba las proclamas de Denikin, sino el regreso de aquellos que habían huido con las revoluciones y volvían con el antiguo espíritu zarista.

### Relaciones con Kolchak
En diciembre Serguéi Sazónov, antiguo Ministro de Exteriores zarista y entonces representante en el extranjero de Denikin, se ofreció a reconocer a Aleksandr Kolchak como autoridad política suprema del movimiento antibolchevique y propuso un programa de cooperación entre las fuerzas de ambos militares. Kolchak aceptó completamente la propuesta de Sazónov el 10 de enero de 1919, lo que incomodó a Denikin, que únicamente planeaba reconocer a Kolchak como autoridad suprema en Siberia, pero no en todo el país. Ante el repetido consejo de sus representantes en París de presentar ante los aliados un frente unido que favoreciese su causa, Denikin finalmente reconoció la supremacía política y militar de Kolchak el 10 de mayo de 1919. La subordinación, dada la separación física de ambos ejércitos, fue, en la práctica, meramente formal, siguiendo cada uno estrategias separadas y sin coordinación.

### Operaciones militares

#### Campañas del Kubán
Convencido de la inutilidad de sitiar Ekaterinodar, Denikin dirigió la retirada de sus tropas, agotadas y acuciadas por los parásitos, en marchas forzadas, tras dejar atrás a los heridos, en la conocida como «marcha de los hielos», que acabó en las cercanías de Rostov del Don.
A comienzos de mayo, Denikin contaba con 3685 hombres, de ellos 2368 antiguos oficiales y 1036 antiguos suboficiales. Treinta y seis de ellos habían sido generales en el ejército zarista y cerca de doscientos coroneles, dando a las fuerzas de Denikin gran veteranía, pero también una notable falta de obediencia.
A comienzos de junio de 1918, considerando necesaria la obtención de una base segura para sus tropas, lanzó su segunda campaña del Kubán, mientras Piotr Krasnov avanzaba hacia Tsaritsyn. Le seguían casi nueve mil hombres con veintiún cañones de campaña y dos trenes blindados, estando en gran inferioridad numérica (nueve a uno) y armamentística. Denikin se concentró en tomar centros ferroviarios para cortar las comunicaciones entre el Cáucaso y el norte y, a la vez, lograr armas y bastimentos, de los que estaba muy necesitado. En menos de un mes, tras capturar diversas localidades, se encontraba de nuevo frente a Ekaterinodar, muy reforzado en armamento.
En enero de 1919, obtuvo el control del Cáucaso norte, capturando Novorosíisk, Ekaterinodar y Stávropol, pero Krasnov tuvo que retirarse derrotado del cerco de Tsaritsyn.

#### Al frente de las Fuerzas Armadas del Sur de Rusia

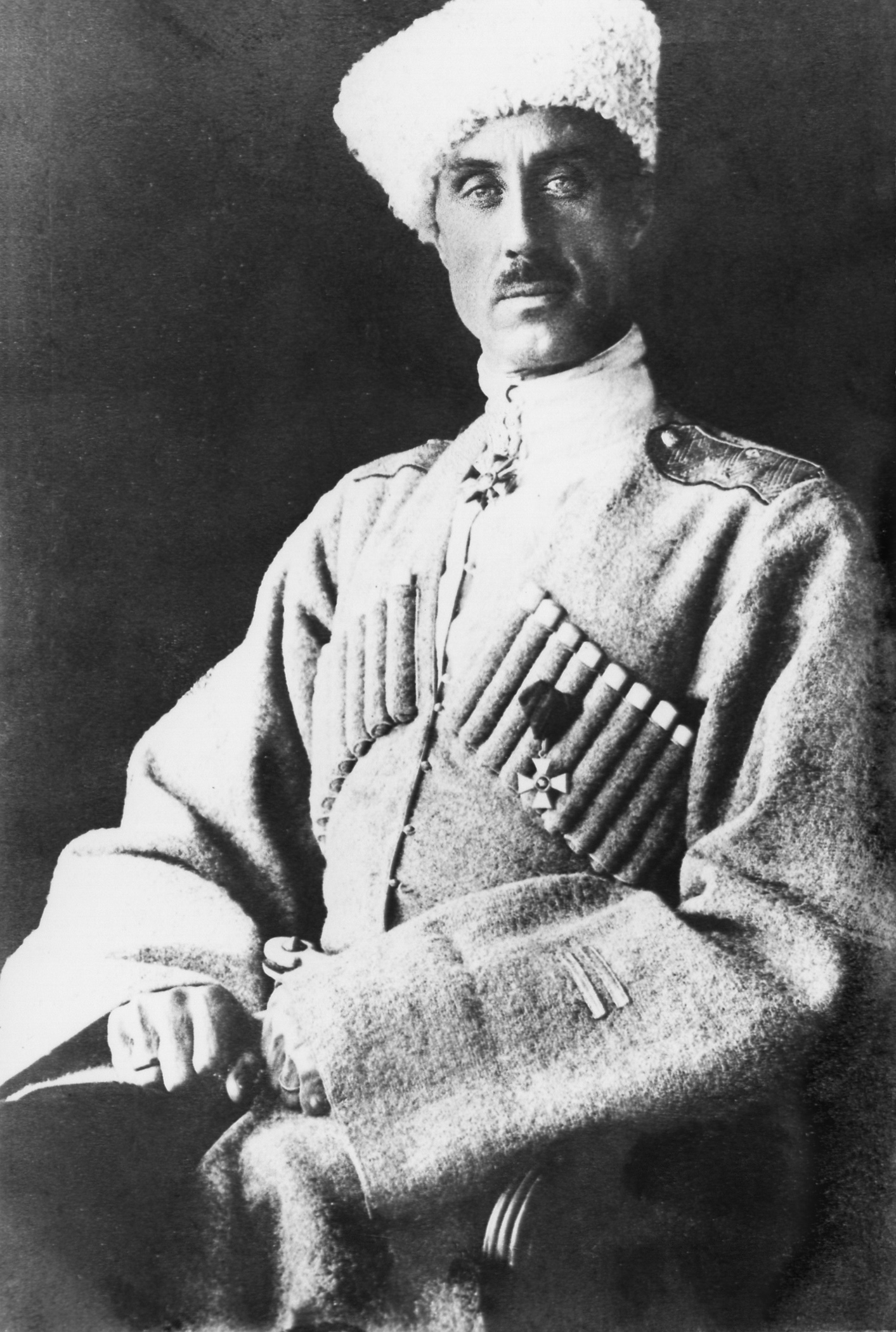
El general barón Piotr Wrangel, lugarteniente y muy crítico con Denikin, al que sucedió a comienzos de 1920 al frente del Ejército de Voluntarios. Intrigante y arrogante, se opuso a la ofensiva contra Moscú que acabó fracasando.

En febrero, Denikin había tomado el mando indiscutible de las fuerzas antibolcheviques en el sur de Rusia, al renunciar Krasnov a su puesto de atamán de los cosacos del Don. El marzo el frente norte, defendido por cuarenta mil hombres, se extendía setecientos cincuenta kilómetros desde Mariúpol hasta cien kilómetros al sur de Tsarisyn. La superioridad de sus oficiales y de su caballería, junto con la llegada de las primeras remesas de armamento de los Aliados, permitió a Denikin contrarrestar la superioridad numérica soviética (tres a uno) e infligir duras derrotas.
En abril, dada la aparente situación desesperada en Crimea que, sin embargo, se rehízo en mayo con el aplastamiento de la revuelta azuzada por los soviéticos y la ayuda de los navíos de guerra Aliados, que bombardearon las posiciones soviéticas, los británicos evacuaron a los miembros de la familia imperial rusa de la zona, incluyendo a la madre del último zar, María Fiódorovna Románova, su tío y antiguo comandante de los ejércitos rusos durante la Primera Guerra Mundial, el gran duque Nikolái Nikoláievich, entre otros.
El mismo mes, Vladímir Mai-Mayevski detenía el avance en el frente de Donbás del 13.er Ejército soviético, gracias al deshielo que dificultó sobremanera el abastecimiento y movimientos de estos mientras que aquel aprovechaba al máximo la red de ferrocarriles de la región.
En mayo, con el Ejército de Voluntarios renombrado oficialmente como «Fuerzas Armadas del Sur de Rusia» para indicar la inclusión bajo el mando de Denikin del Ejército de los Cosacos del Don del general Sidorin y el Ejército del Cáucaso de Wrangel, comenzó la gran ofensiva de la primavera. El ataque quedó favorecido por una revuelta cosaca en el alto Don y por el simultáneo avance de las unidades de Kolchak en Siberia.
El 16 de junio, tras durísimos combates, sus unidades, al mando de Wrangel, capturaron Tsaritsyn, a donde Denikin se trasladó al día siguiente para celebrar solemnemente la victoria. A pesar de su victoria, las tropas de Denikin mantenían un frente demasiado amplio, con escasas fuerzas y reservas. Ante la disyuntiva de consolidar el territorio ganado y sus fuerzas o tratar de aprovechar las recientes victorias y la desorganización de las fuerzas soviéticas para lograr la victoria definitiva, Denikin optó por la segunda opción. El 3 de julio ordenó el avance hacia Moscú, por el camino más corto, que debía encabezar el Ejército de Voluntarios.
Tras un avance fulgurante, debilitado cada vez más por un frente demasiado amplio, el saqueo de las tropas de la población civil y el reclutamiento apresurado de nuevos soldados en las zonas tomadas, su ejército fue definitivamente derrotado en octubre en las afueras de Oriol, a unos 400 km al sur de Moscú. La caballería de Semión Budionni logró separar a los Voluntarios de los cosacos del Don en Vorónezh y, sin reservas por las revueltas de Néstor Majnó en la retaguardia, Denikin hubo de ordenar la retirada. Denikin trató de detener el avance bolchevique sustituyendo a Mai-Mayevski por Wrangel, que a su vez destituyó a dos de los comandantes cosacos más populares, hundiendo su moral. Wrangel fue relevado poco después, lográndose detener el avance soviético sólo a orillas del río Kubán en febrero de 1920. Sus lugartenientes, nunca bien avenidos, conspiraban cada vez más entre sí y contra Denikin.
Sus fuerzas alcanzaron Crimea en marzo de 1920. La retirada había desorganizado al Ejército, desencadenado el caos entre la población civil y acentuado las atrocidades contra la comunidad judía.
En la retirada de la primavera de 1920, Denikin fue perdiendo su autoridad sobre sus lugartenientes. La evacuación de Novorosíisk, donde se agolparon miles de partidarios del régimen de Denikin a comienzos de 1920, caótica, acabó con su prestigio y Denikin reconoció la necesidad de dimitir y ceder el mando a su antiguo rival, Wrangel. Gracias al empleo de buques Aliados se llevó a cabo la evacuación a Crimea de cerca de cincuenta mil personas, principalmente tropas, dejando atrás a merced de la caballería soviética que sitiaba la ciudad a otras sesenta mil.
Abandonó Rusia en un buque británico camino de Estambul el 3 de abril de 1920. Se trataba del mismo barco que había traído a su sucesor al frente del ejército de su exilio en Estambul, forzado por la plana mayor del mismo tras la retirada a Crimea. Le acompañaba el único general liberal de su Estado Mayor, el general Romanovski, que fue asesinado en Estambul, muerte que Denikin interpretó como un ataque indirecto a su persona por los oficiales más conservadores, que habían considerado a Romanovski como una mala influencia liberal sobre Denikin.

## Exilio y muerte

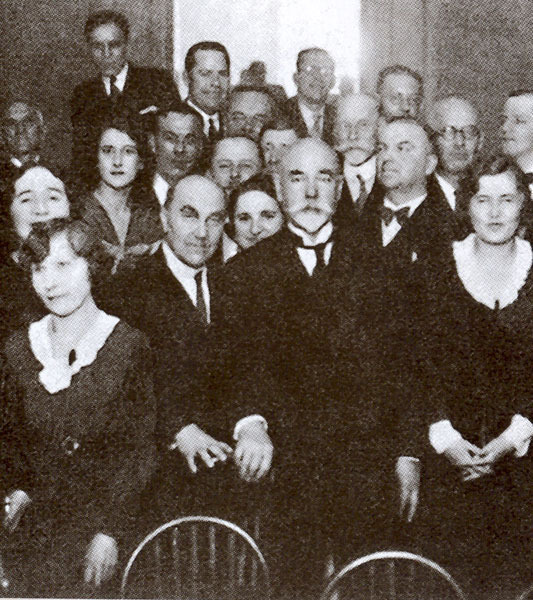
Denikin con otros miembros del exilio ruso blanco en París en 1930.

Tras una corta estancia en Londres se trasladó a Hungría, por el menor coste de la vida. Más tarde se instaló en Francia, donde residió de 1926 a 1945. Durante la Segunda Guerra Mundial declinó las ofertas para colaborar contra la URSS que le habían hecho los alemanes. En 1939 hizi un llamamiento a los emigrados para no apoyar una posible agresión alemana a la URSS. Sin haber aprendido ninguno de los principales idiomas europeos, sobrevivió escribiendo y dando conferencias, pero pasando estrecheces.
Desde 1945 hasta el día de su muerte se refugió en los Estados Unidos a donde llegó con apenas 9 dólares. Murió en Ann Arbor, Míchigan, el 8 de agosto de 1947.
Denikin escribió varios libros, entre ellos se encuentran: La confusión rusa (cinco volúmenes), El viejo ejército, Memorias de un oficial zarista, 1872-1916 y El camino de un oficial ruso (publicado póstumamente en 1953).
Su hija Marina Deníkina solicitó la ciudadanía rusa, que le fue concedida en 2005. El 3 de octubre de 2005, de acuerdo a los deseos de su hija y con la autorización del presidente ruso Vladímir Putin, los restos del general Denikin fueron trasladados desde los Estados Unidos y sepultados en el Monasterio Donskói (Донско́й монасты́рь), en Moscú.